# Гудспорт (Вашингтон)
Гудспорт (англ. Hoodsport) — переписна місцевість (CDP) в США, в окрузі Мейсон штату Вашингтон. Населення — 419 осіб (2020).

## Географія
Гудспорт розташований за координатами 47°24′7″ пн. ш. 123°9′15″ зх. д. / 47.40194° пн. ш. 123.15417° зх. д. (47.401980, -123.154126).  За даними Бюро перепису населення США в 2010 році переписна місцевість мала площу 2,73 км², уся площа — суходіл.

## Демографія
Згідно з переписом 2010 року, у переписній місцевості мешкало 376 осіб у 171 домогосподарстві у складі 97 родин. Густота населення становила 138 осіб/км².  Було 233 помешкання (85/км²).
Расовий склад населення:
| - 89,9 % — білих - 2,7 % — корінних американців - 1,3 % — вихідців з тихоокеанських островів - 0,8 % — азіатів - 1,9 % — осіб інших рас |

До двох чи більше рас належало 3,5 %. Частка іспаномовних становила 3,2 % від усіх жителів.
За віковим діапазоном населення розподілялося таким чином: 17,3 % — особи молодші 18 років, 55,3 % — особи у віці 18—64 років, 27,4 % — особи у віці 65 років та старші. Медіана віку мешканця становила 50,6 року. На 100 осіб жіночої статі у переписній місцевості припадало 106,6 чоловіків;  на 100 жінок у віці від 18 років та старших — 110,1 чоловіків також старших 18 років.
Середній дохід на одне домашнє господарство  становив 33 230 доларів США (медіана — 32 056), а середній дохід на одну сім'ю — 44 621 долар (медіана — 43 750). За межею бідності перебувало 25,2 % осіб, у тому числі 0,0 % дітей у віці до 18 років та 0,0 % осіб у віці 65 років та старших.
Цивільне працевлаштоване населення становило 206 осіб. Основні галузі зайнятості: освіта, охорона здоров'я та соціальна допомога — 37,4 %, мистецтво, розваги та відпочинок — 24,3 %, будівництво — 23,8 %.